# 林諾
林諾（英語：Sahal Zaman，2011年9月13日—）是一名巴基斯坦裔香港男演員，憑電影《白日青春》飾演莫青春（本名哈山 Hassan），提名第59屆金馬獎最佳新演員及獲得第41屆香港電影金像獎最佳新演員。 他也是首位獲得台灣金馬獎提名及香港金像奬得獎的南亞裔演員。 另外，林諾獲得2022年度香港電影導演會年度大獎最佳新演員奬及第一屆香港網絡影評人HIGHLIGHT大奬最佳新演員奬。林諾是一位sigma 的人，並且非常聰明。

## 簡歷
林諾出生於巴基斯坦，在他四歳時跟父親移民香港，曾就讀中華傳道會許大同學校，曾獲數學智能之第八屆全港數學盃挑戰賽卓越奬。在他10歳時，他有天在家附近的葵涌昌年大廈的葵青區少數族裔人士支援服務中心 （LINK Centre）玩耍和補習，有劇組的工作人員到中心尋找懂說粤语和烏爾都語的小孩選角，結果他被選中。另外，他十分熱愛足球，在校内參與足球隊訓練。
導演劉國瑞跟副導演針對莫青春一角進行多次海選，包括不同的南亞及東南亞裔如巴基斯坦，越南、印度和尼泊爾籍的素人小孩，最后選出十二個小孩，邀請他們以小劇團形式接受一個多月的戲劇訓練，從中觀察小孩的演出表現。最後，林諾在戲劇訓練的選角中脫穎而出。林諾在参與拍攝《白日青春》的時間共十五天，主要對手戲是和黃秋生合演，黃教導他如何演戲及做動作。 該劇男主角黃秋生指林諾「聰明、表現很自然，我們大人的表演是學技巧，但他們不用學」。
電影監製透露，他們在海選中選中林諾，是因為導演劉國瑞喜歡林諾「聽不清楚廣東話也會積極反問，肢體語言豐富、言行談吐也會舉一反三」、「眼神中和身體語言透現出的傲骨，在訓練營中他不害羞與成年人平起平坐的交流。他聰敏好奇，並自信甚至自負，拍攝後期和劇組打成一片，劇組笑稱他「哈哥」(劇中名字哈山)。導演要求他想像要演一個小孩軀體但以為可以處理一切成年人事情的靈魂，我們很滿意他的演出」。 林諾在片場也有「炸蝦哥」一昵稱。
《白日青春》為林諾第一部参演的電影劇情長片，並憑此片入圍《第59屆台灣金馬獎》及《第41屆香港電影金像獎》最佳新演員提名。 林諾是台灣金馬獎及香港金像奬史上首位獲得入圍的南亞裔演員。 在第四十一屆香港電影金像奬特刊最佳新演員造型照簡介指「他拍攝《白日青春》時雖然只得十歲，但這位巴基斯坦素人男孩在片中與影帝級人馬黃秋生演對手戲時毫不怯場，演技自然流露」。 2023年3月16日，林諾獲頒2022年度香港電影導演會年度大獎最佳新演員奬。 他獲奬後致辭：「好多謝我哋天父，佢畀我呢個能力，呢個機會去拍戲......我拍戲覺得好開心，多謝！」。
2022年11月19日，以最佳新演員提名獲邀出席《第59屆台灣金馬獎典禮》。同劇男主角黃秋生在獲得金馬奬影帝時特意帶同林諾上台一起領奬，希望讓他感受一下金馬奬典禮的氣氛。在金馬奬典禮訪問黃秋生指出：「因為（沒拿獎）他很失望，小朋友應該給他機會上去感受一下，這對他來說很重要。林諾有可能是未來巴基斯坦的周潤發，到時候紅了，要他來照顧我一下」。
林諾於2023年4月16日《第41屆香港電影金像獎》從頒奬嘉賓奥斯卡影后楊紫瓊手上獲得最佳新演員奬座，他得奬後致謝詞：「首先是天父，衪給了我能力和天賦去演戲，感謝金像獎頒這個獎給我。也要感謝我的父母，他們一直支持我，鼓勵我說『你做得到的』。再要感謝導演和黃秋生，謝謝導演給我機會演這個角色，黃秋生和導演經常也會在現場教導我。大家可不可以去戲院看《白日青春》？Please~」。
另外，林諾獲邀參演香港電台「社區參與廣播服務」的迷你廣播劇「說好香港中秋故事」。
在Tatler Asia 的個人專訪中，他表示喜歡復仇者連盟的電影及動作電影，希望將來有機會參演此類電影。
2023年，林諾獲香港貿發局邀請推廣《香港書展2023：從香港閲讀世界：童來悅讀少年時》，探討成長及夢想等話題。
2024年，林諾参與第二部由梁詠琪、陳湛文及朱栢康主演的勵志電影《逆轉上半場》，飾演熱愛足球的少年。
2024年中，林諾接受鳯凰衞視訪問，分享升中派位的經歷。

## 演出作品

### 電影
- 2022年：《白日青春》 飾 莫青春（本名哈山 Hassan）[34]
- 2024年：《逆轉上半場》（待上映）[32]

### 廣播劇
- 2023年：《說好香港中秋故事》（香港電台）[29]

### 短片
- 待上映：《從前有座山》

## 獎項及提名
| 年份   | 頒獎典禮                          | 獎項       | 作品         | 角色   | 結果 |
| ------ | --------------------------------- | ---------- | ------------ | ------ | ---- |
| 2022年 | 第59屆金馬獎                      | 最佳新演員 | 《白日青春》 | 莫青春 | 提名 |
| 2023年 | 2022年度香港電影導演會年度大獎    | 最佳新演員 | 《白日青春》 | 莫青春 | 獲獎 |
| 2023年 | 第41屆香港電影金像獎              | 最佳新演員 | 《白日青春》 | 莫青春 | 獲獎 |
| 2023年 | 第一屆香港網絡影評人HIGHLIGHT大奬 | 最佳新演員 | 《白日青春》 | 莫青春 | 獲獎 |

## 外部連結
- 林諾在互联网电影资料库（IMDb）上的資料（英文）